# George Rowe (Cricketspieler)
George Alexander Rowe (* 15. Juni 1874 in Grahamstown, Kapkolonie; † 8. Januar 1950 in Kapstadt, Südafrikanische Union) war ein südafrikanischer Cricketspieler, der zwischen 1896 und 1902 für die südafrikanische Nationalmannschaft spielte.

## Aktive Karriere
Rowe gab sein First-Class-Debüt in der Saison 1893/94 und spielte in der Folge für die Western Province. Er wurde in die Nationalmannschaft berufen, als England in der Saison 1895/96 nach Südafrika kam. Bei seinem Debüt erzielte er als Bowler 5 Wickets für 115 Runs. Beim nächsten Besuch Englands in der Saison 1898/99 war er erneut im Team, wobei ihm im zweiten Tests drei Wickets (3/93) gelangen.  Als ein südafrikanisches Team im Jahr 1901 durch England tourte war auch er im Team, jedoch wurde während der Tour kein Test bestritten. Seinen letzten Einsatz im Nationalteam hatte er gegen Australien in der Saison 1902/03, wo er dann jedoch nicht mehr herausragen konnte. Sein letztes First-Class Spiel bestritt er in der Folge in der Saison 1906/07.

## Nach der aktiven Karriere
Rowe verstarb im Januar 1950 im Alter von 75 Jahren.